# فوهة لوبينيزكي

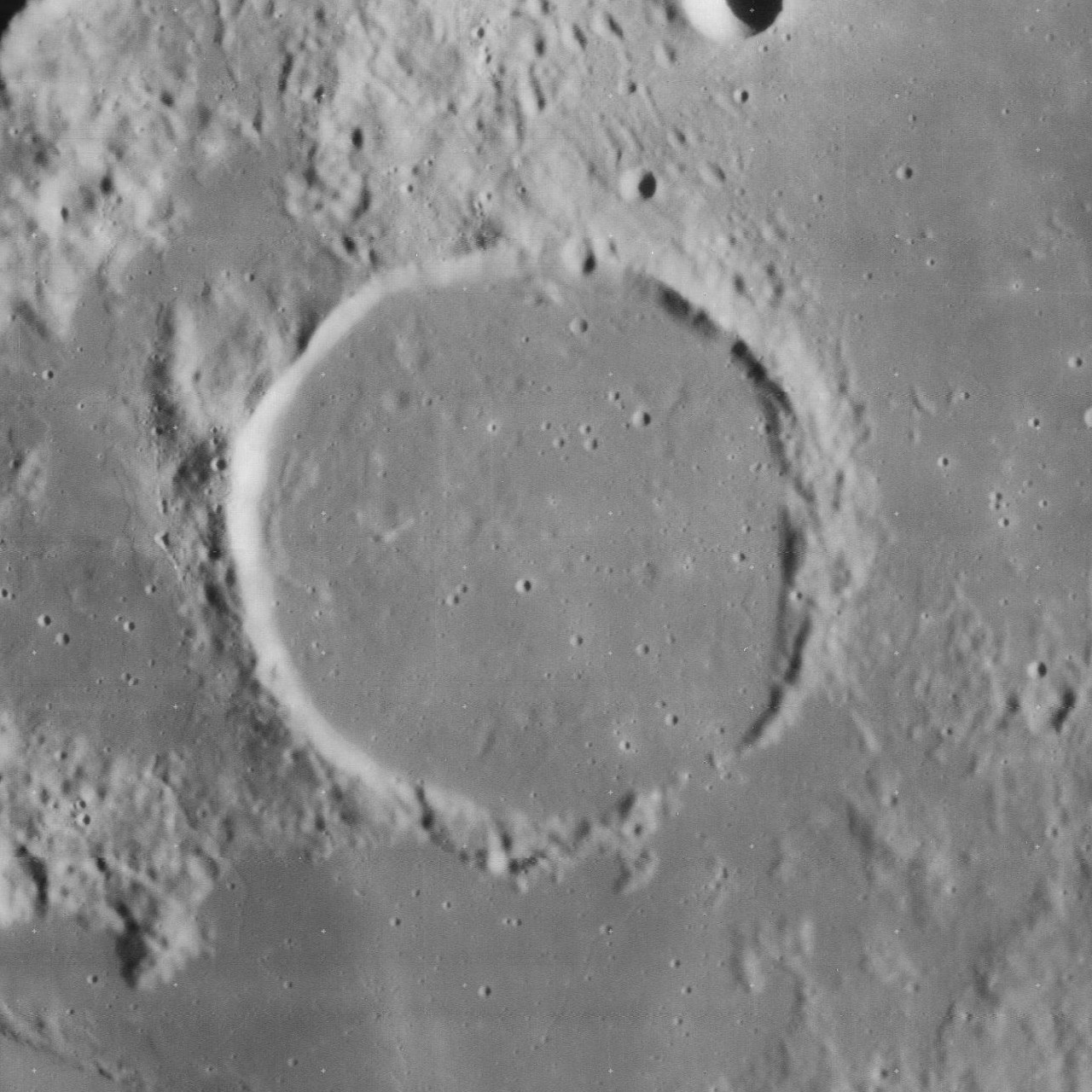
فوهة لوبينيزكي (17.8°S 23.8°W)

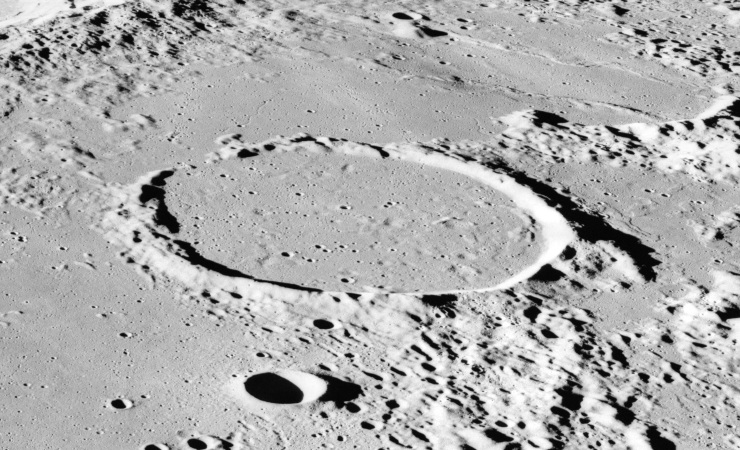
مسقط مائل لفوهة لوبينيزكي من بعثة أبولو 16

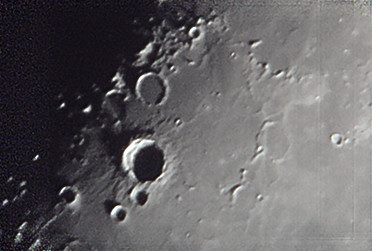
فوهة لوبينيزكي كما ترى من الأرض، أعلى يسار منتصف الصورة

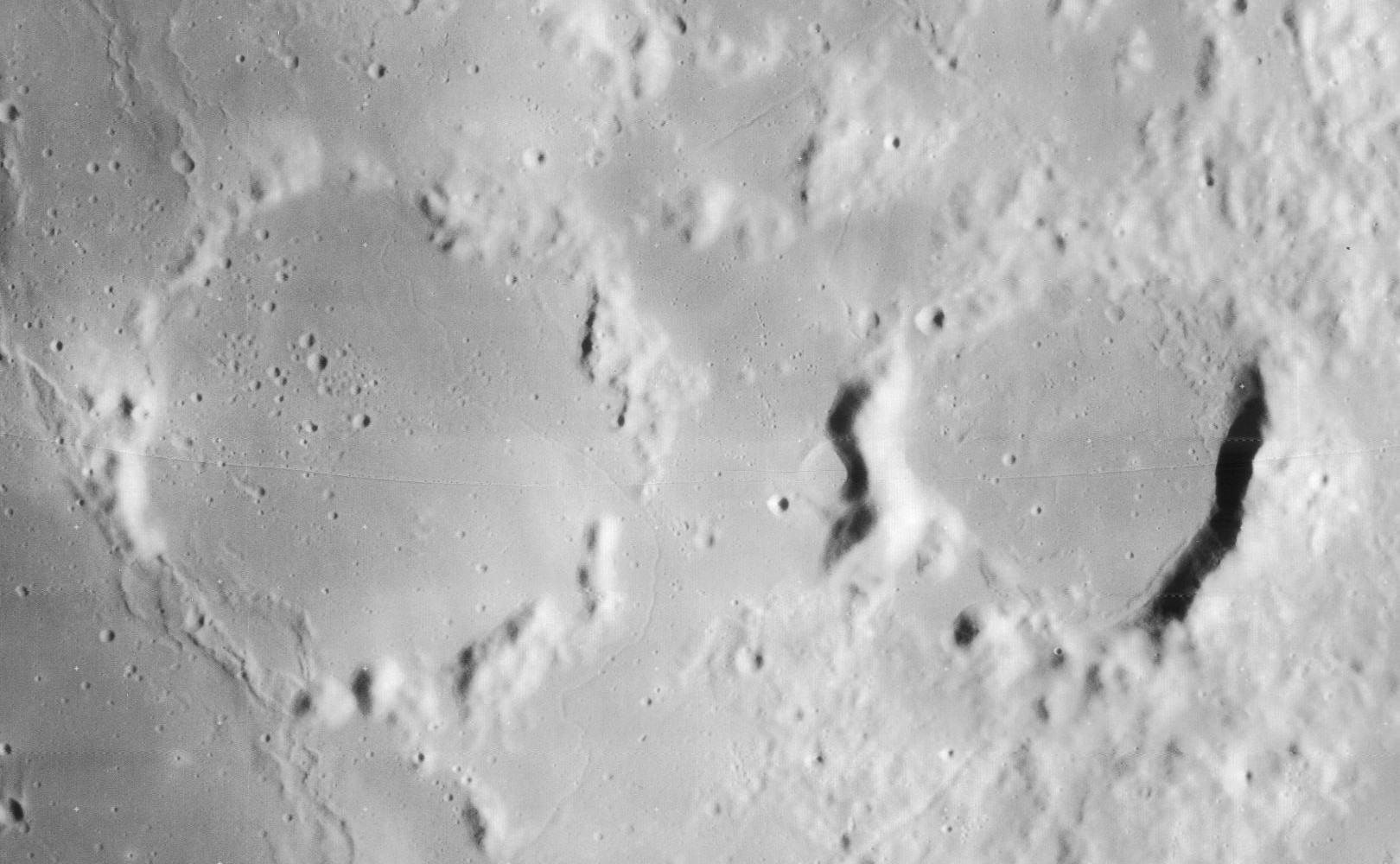
فوهة لوبينيزكي E (على اليسار) وفوهة لوبينيزكي A (على اليمين).

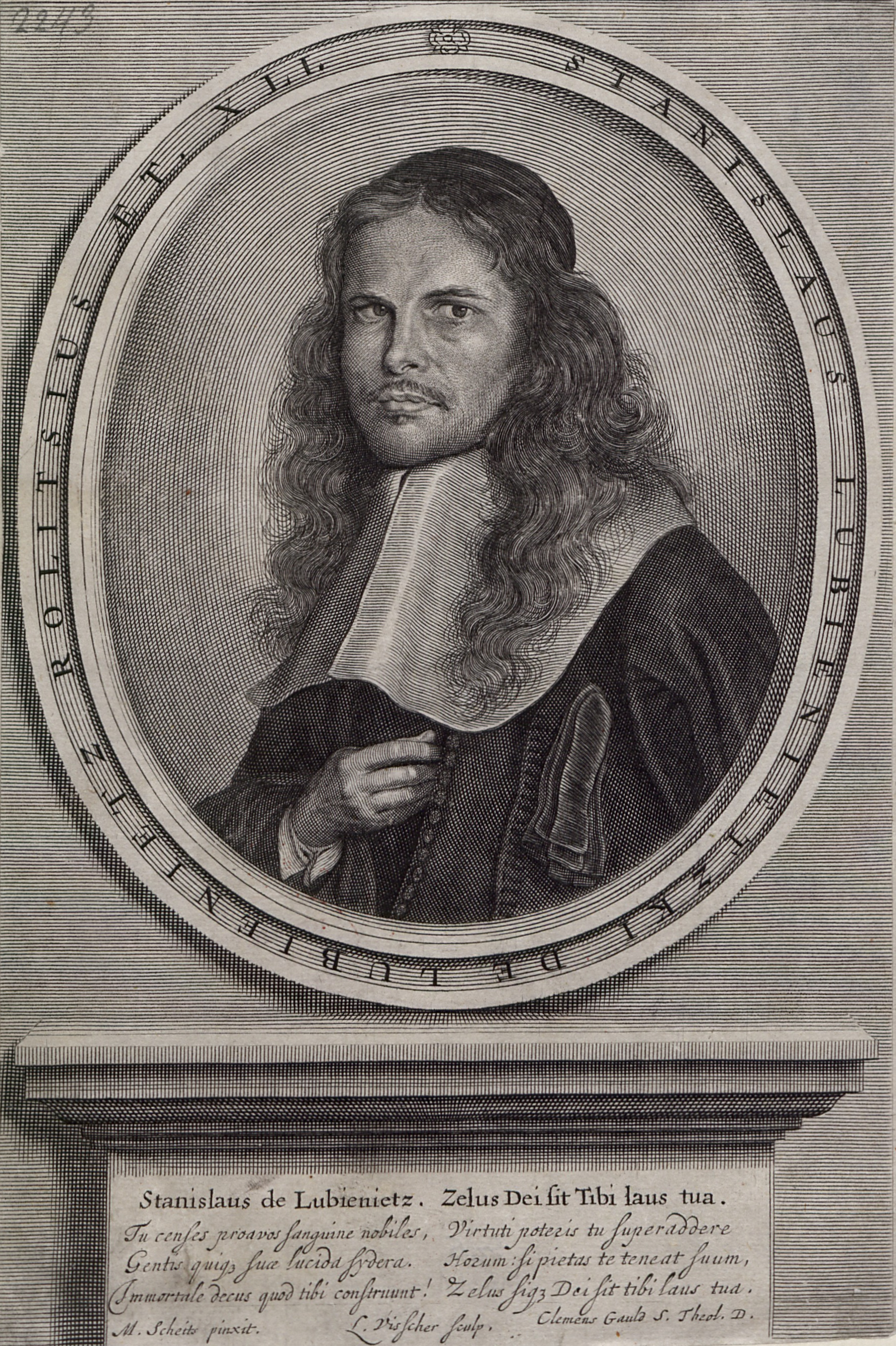
عالم الفلك واللاهوت والمؤرخ البولندي ستانيسلو لوبينيكي

فوهة لوبينيزكي (17.8°S 23.8°W) هي فوهة قمرية مغمورة بالحمم البركانية على الحافة الشمالية الغربية لفوهة ماري نوبيوم. تتميز الفوهة بسهولة العثور عليها فهي تقع جنوبي شرق فوهة بوليالدوس البارزة.

## الوصف
سميت الفوهة تكريما لعالم الفلك واللاهوت والمؤرخ البولندي ستانيسلو لوبينيكي. تبلغ قطر الفوهة 44 كيلومتر وعمقها 0.8 كيلومتر، وإحداثيها القمري 24° من شروق الشمس.
سطح الفوهة مغمور بالحمم البازلتية، والتي دخلت على الأرجح من الفجوة في في الجدار الجنوبي الشرقي بينها وبين قمه ماري البركانية. تكون الجدران المحيطة منحنى بالي ومسطح نسبيا. على شمال الفوهة توجد فوهة دارنيي ذات الشكل الوعائي. تقع فوهتي لوبينيزكي A ولوبينيزكي E المغمورتين أيضا بالحمم البركانية في الناحية الشمالية الغربية.

## فوهات القمر الصناعي
لرسم خريطة مماثلة لفوهات القمر يتم وضح حروف على كل جانب من جوانب الفوهة ومركزها لكل حرف منهم دلالة معينة.
| لوبينيزكي | خط طول  | خط عرض  | القطر      |
| --------- | ------- | ------- | ---------- |
| A         | 16.4° S | 25.6° W | 30 كيلومتر |
| D         | 16.5° S | 23.4° W | 8 كيلومتر  |
| E         | 16.6° S | 27.3° W | 37 كيلومتر |
| F         | 18.3° S | 21.8° W | 8 كيلومتر  |
| G         | 15.3° S | 20.2° W | 4 كيلومتر  |
| H         | 17.0° S | 21.2° W | 4 كيلومتر  |

## وصلات خارجية
- فوهات القمر
- بعثة أبولو 14
- صور من بعثات أبولو 16